# Swinburne University of Technology
Swinburne University of Technology är ett universitet i Australien. Det ligger i regionen Boroondara och delstaten Victoria, i den sydöstra delen av landet, 500 km sydväst om huvudstaden Canberra.